# Samuel (chanteur)
Pour les articles homonymes, voir Samuel (homonymie).
Samuel Kim Arredondo dit Samuel (anciennement Punch), né le 17 janvier 2002, est un chanteur américain basé en Corée du Sud. Il est principalement connu pour avoir participé à la deuxième saison de l’émission Produce 101. Il a été membre du duo de hip-hop 1PUNCH.

## Carrière

### 2012–2013: Débuts
Samuel fait sa première apparition publique à onze ans, lorsqu'il apparaît dans la série live Seventeen TV alors qu'il n'était que stagiaire chez Pledis Entertainment, âgé seulement de 11 ans. Il était l'un des membres présumé de Seventeen, mais il quittera l'agence en 2013. Sa mère pensait qu'il était trop jeune pour être idol.

### 2015–2016: 1PUNCH et collaboration avec Silentó
En 2015, Samuel débute en tant que part du duo de hip-hop 1PUNCH (avec le rappeur One), qui est l'objet d'une collaboration entre Brave Entertainment et D-Business Entertainment. Il choisira 'PUNCH' comme nom de scène. Le duo débute le 23 janvier avec la sortie de Turn Me Back, qui est la chanson-titre de leur album The Anthem. Huit mois plus tard, One a été repéré par YG Entertainment, ce qui a conduit à la séparation du duo. Sous le nom de scène PUNCH, Samuel collabore avec Silentó pour sortir le single Spotlight en 2016, pour lequel ils ont remporté le 26e Seoul Music Award dans la catégorie Global Collaboration. Il a plus tard rejoint Silentó sur sa tournée américaine.

### 2017-présent:Produce 101et débuts solo

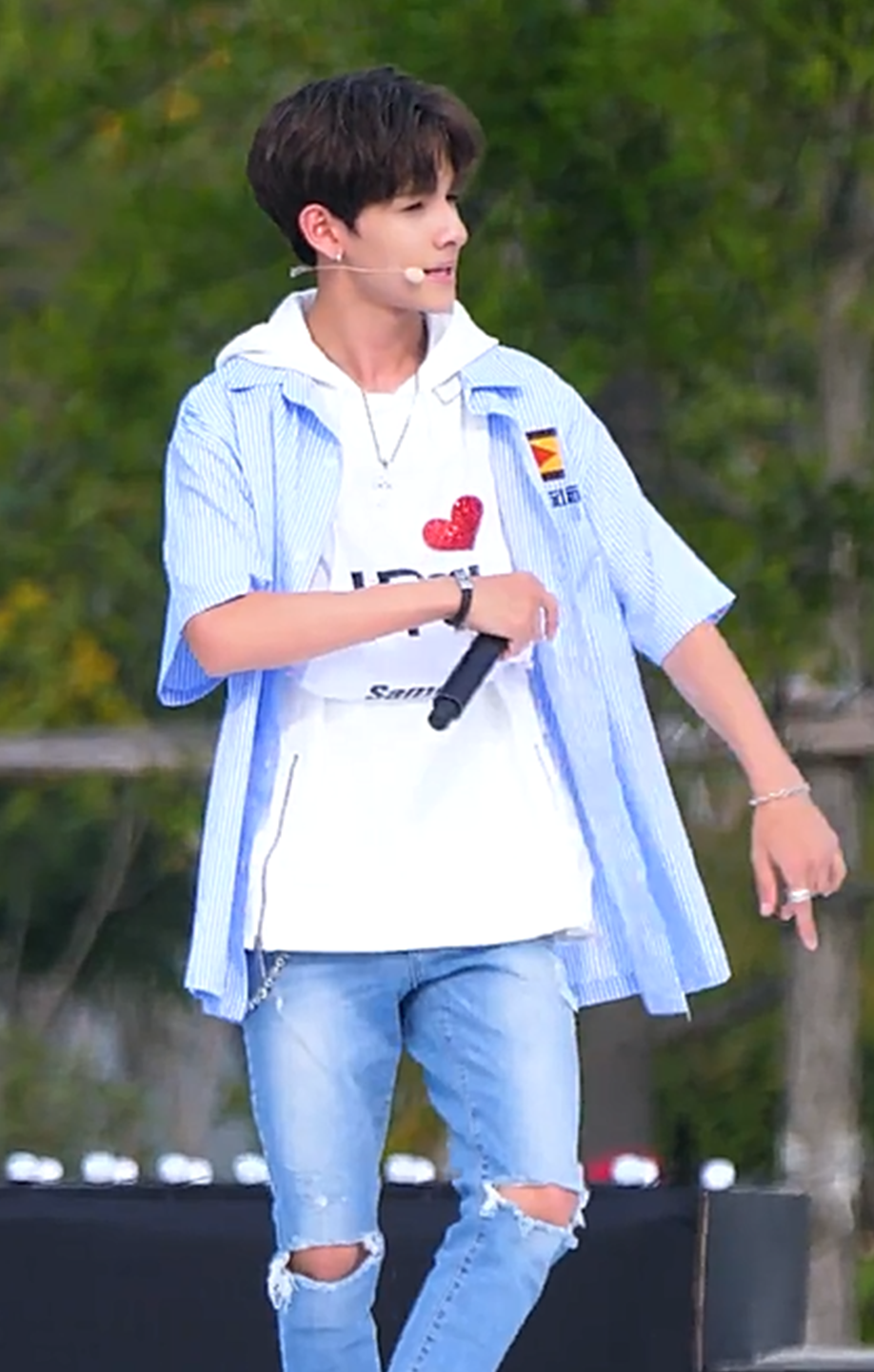
Samuel au Sky Festival en septembre 2017.

En avril 2017, Samuel participe à la deuxième saison de l'émission Produce 101 sous son véritable nom, où il représente Brave Entertainment. Durant la première élimination il finit deuxième, mais il n'arrivera pas à être en lice pour l'équipe des onze membres, finissant à la 18e place. Le résultat a surpris quelques téléspectateurs, qui s'attendaient à voir Samuel intégrer Wanna One,.
Samuel a débuté en tant qu'artiste solo le 2 août. Son premier EP, Samuel The First Album [Sixteen], comporte quelques collaborations, dont une avec le rappeur Changmo sur la chanson-titre Sixteen,. 
Son premier album studio, Eye Candy, est publié le 16 novembre, composé de dix pistes incluant la chanson promotionnelle "Candy",.
En décembre, il est annoncé qu’il a signé un contrat avec Pony Canyon pour ses promotions japonaises,.
Samuel débute avec son premier single japonais Sixteen (Japanese Ver.), le 7 février 2018,,.
En mars, Samuel sort son second mini-album, One, avec le titre principal One en featuring avec Ilhoon de BTOB,.
Début mai, il est annoncé qu’il sortira un album réédité nommé Teenager. L’album est mis en ligne le 30 mai, avec le titre principal du même nom en featuring avec Lee Rohan.

## Discographie

### Album studio
| Titre     | Détails | Meilleurs classements | Ventes         |
| Titre     | Détails | COR                   | Ventes         |
| --------- | --- | --------------------- | -------------- |
| Eye Candy | - Date de sortie : 16 novembre 2017 - Labels : Brave Entertainment, LOEN Entertainment - Formats : CD, téléchargement numérique | 6                     | - COR : 25,153 |

### Mini-albums
| Titre   | Détails | Meilleurs classements | Ventes         |
| Titre   | Détails | COR                   | Ventes         |
| ------- | --- | --------------------- | -------------- |
| Sixteen | - Date de sortie : 2 août 2017 - Labels : Brave Entertainment, LOEN Entertainment - Formats : CD, téléchargement numérique Liste des pistes 1. Jewel Box 2. Sixteen (feat. Changmo) 3. I Got It (feat. Maboos) 4. With U (feat. Chungha) 5. 123 (feat. Maboos) 6. I'm Ready                                | 4                     | - COR : 34,386 |
| One     | - Date de sortie : 28 mars 2018 - Labels : Brave Entertainment, LOEN Entertainment - Formats : CD, téléchargement numérique Liste des pistes 1. One (Feat. Jung Il-hoon de BTOB) 2. SOS 3. Princess 4. I Can't Sleep 5. Clap Your Hands 6. 잠시만 (Just A While)                                           | 8                     | - COR : 16,900 |
| One     | - Réédition : 30 mai 2018 (Teenager) - Labels : Brave Entertainment, Kakao M - Formats : CD, téléchargement numérique Liste des pistes 1. Teenager (feat. Lee Ro Han) 2. Kka Kka (feat. Maboos) 3. One (feat. Jung Il-hoon de BTOB) 4. SOS 5. Princess 6. I Can't Sleep 7. Clap Your Hands 8. Just a While | 11                    | - COR : 16,900 |

### Singles
| Titre                                                                               | Année  | Meilleurs classements | Meilleurs classements | Ventes         | Album               |
| Titre                                                                               | Année  | COR                   | JPN                   | Ventes         | Album               |
| Coréen                                                                              | Coréen | Coréen                | Coréen                | Coréen         | Coréen              |
| ----------------------------------------------------------------------------------- | ------ | --------------------- | --------------------- | -------------- | ------------------- |
| "Spotlight" (avec Silentó)                                                          | 2016   | —                     | NC                    | NC             | Non issu d’un album |
| "Sixteen" (feat. Changmo)                                                           | 2017   | 88                    | NC                    | - COR : 22,655 | Sixteen             |
| "Candy"                                                                             | 2017   | —                     | NC                    | NC             | Eye Candy           |
| "One" (feat. Jung Il-hoon de BTOB)                                                  | 2018   | —                     | NC                    | NC             | One                 |
| "Teenager" (feat. Lee Ro Han)                                                       | 2018   | —                     | NC                    | NC             | One                 |
| Japonais                                                                            |        |                       |                       |                |                     |
| "Sixteen"                                                                           | 2018   | NC                    | 19                    | - JPN : 3,020  | Non issu d’un album |
| "Candy"                                                                             | 2018   | NC                    | 30                    | - JPN : 1,563  | Non issu d’un album |
| "—" signifie que le titre ne s'est pas classé ou n'est pas sorti dans cette région. |        |                       |                       |                |                     |

### Bande-son
| Titre                           | Année | Album                  | Collaboration           | Réf.   |
| ------------------------------- | ----- | ---------------------- | ----------------------- | ------ |
| Say you love me (좋아한다 말해) | 2017  | OST de Pink Pink       | avec Kriesha Chu        | [ 38 ] |
| Thousand Times                  | 2018  | OST de Cross           | /                       | [ 39 ] |
| Time to Shine                   | 2018  | OST de Sweet Revenge 2 | avec Feeldog de Bigstar | [ 40 ] |

## Filmographie

### Télé-réalité
- 2012 : Made In U
- 2017 : Produce 101 saison 2
- 2017 : Leaving The Nest 2
- 2017 : Photo People
- 2018 : The Collaboration Season 2

### Série télévisée
- 2018 : Sweet Revenge 2 : Seo Robin

## Récompenses et nominations
| Année | Cérémonie                    | Catégorie                    | Travail nommé            | Résultat   |
| ----- | ---------------------------- | ---------------------------- | ------------------------ | ---------- |
| 2017  | 26e Seoul Music Awards       | Global Collaboration Award   | "Spotlight" avec Silentó | Lauréat    |
| 2017  | 19e Mnet Asian Music Awards  | Best New Male Artist         | Kim Samuel               | Nomination |
| 2017  | 19e Mnet Asian Music Awards  | Artist of the Year           | Kim Samuel               | Nomination |
| 2017  | Yahoo! Asia Buzz Awards      | Most Searched KR New Singer  | Kim Samuel               | Lauréat    |
| 2018  | 32e Golden Disk Awards       | New Artist of the Year       | Kim Samuel               | Nomination |
| 2018  | 32e Golden Disk Awards       | Global Popularity Award      | Kim Samuel               | Nomination |
| 2018  | 27e Seoul Music Awards       | Bonsang Award                | Kim Samuel               | Nomination |
| 2018  | 27e Seoul Music Awards       | Popularity Award             | Kim Samuel               | Nomination |
| 2018  | 27e Seoul Music Awards       | Hallyu Special Award         | Kim Samuel               | Nomination |
| 2018  | Soribada Best K-Music Awards | New Hallyu Performance Award | Kim Samuel               | Lauréat    |